# 劳特岛 (马鲁古群岛)
劳特岛（Nusa Laut）是印度尼西亚马鲁古群岛斯兰岛之南的一个小岛，西北紧靠萨帕鲁阿岛。岛上最高海拔358米，人口14,000，生活在七个村庄中。居民说劳特岛语，也说印尼语和安汶马来语。行政上由马鲁古省中马鲁古县管理。